# Satin
Satin er betegnelsen for alle slags atlaskvævede stoffer af silke, uld og bomuld.
Det specielle ved satinvævningen er at skudtråden løber over 3-5 kamtråde, før det går under 1 kamtråd. Den næste skudtråd er forskudt. Denne teknik gør at stoffet/metervaren bliver helt glat, og vævningen bliver meget svær at se. Er kamtråd én farve og skudtråd en anden, bliver stoffet changerende, dvs. det skifter farve alt efter hvordan det vender.
Satinvævningen kan bruges til al langfibret uld,  silke, bomuld og kunstige fibre.